# جايسون بوين (لاعب هوكي جليد)
جايسون بوين هو لاعب هوكي جليد كندي، ولد في 9 نوفمبر 1973 في بورت أليس في كندا.

## وصلات خارجية
- جايسون بوين على موقع دوري الهوكي الوطني (الإنجليزية)
- جايسون بوين على موقع قاعة مشاهير الهوكي (لاعب أن.إتش.أل) (الإنجليزية)
- جايسون بوين على موقع EliteProspects.com (الإنجليزية)
- جايسون بوين على موقع Eurohockey.com (الإنجليزية)
- جايسون بوين على موقع HockeyDB.com (الإنجليزية)
- جايسون بوين على موقع Hockey-Reference.com (الإنجليزية)